# Jardin Claudius Montessuit
Der Jardin Claudius Montessuit ist eine öffentliche Parkanlage in der Stadt Annemasse im französischen Departement Haute-Savoie. Er ist im französischen Verzeichnis der Kulturgüter als jardin remarquable aufgeführt.

## Geschichte
Die Grünfläche zwischen der Rue de Genève und der Rue du Parc wurde am 1. Mai 1931 als erster öffentlicher Park von Annemasse eingerichtet. 1930 hatte die Stadt das Grundstück mit dem 1865 für Claude-Philippe Dusonchet, Bürgermeister von Annemasse, gebauten Wohnhaus erworben, um daraus eine Parkanlage zu machen. Das Haus wird heute Villa du Parc genannt und dient seit 1986 als Kulturzentrum. 
Der Park ist mit Fußwegen erschlossen und umfasst Baumbestände, Rasenflächen, einen Blumengarten, einen Spielplatz und einen Musikpavillon, der 1931 vom Architekten Maurice Pacthod errichtet wurde.
Der Name der Anlage erinnert an Claudius Montessuit (1887–1963), Bürgermeister von Annemasse von 1929 bis 1963. Ein Denkmal für Claudius Montessuit steht im Park.
Von 2008 bis 2009 wurde die Parkanlage durch das Atelier Fontaine umfassend erneuert. Seit 2010 besteht eine Zusammenarbeit zwischen der Stadt Annemasse und der Ligue pour la protection des oiseaux, um die im Park lebenden Wildtiere zu überwachen und die Biodiversität im Areal zu entwickeln.